# VfL Pirna-Copitz
Der VfL Pirna-Copitz 07 ist ein deutscher Sportverein aus dem Pirnaer Stadtteil Copitz im Landkreis Sächsische Schweiz-Osterzgebirge.

## Struktur
Der Verein bietet zahlreiche Sportarten an, u. a. Fußball, Handball, Volleyball, Leichtathletik und Turnen. Am 1. August 2006 hatte der VfL 1153 Mitglieder. Er nutzt das 4000 Zuschauer fassende und mit je einem Rasen- und Kunstrasenplatz ausgestattete Willy-Tröger-Stadion im Norden von Copitz. Die Vereinsfarben sind Lila-Weiß.

## Entwicklung des Fußballsports

Logo der BSG Wismut Pirna-Copitz

Der VfL Pirna-Copitz wurde im Jahr 1907 gegründet. Bis 1945 verbuchte der Verein keine nennenswerten Erfolge. Nach dem Zweiten Weltkrieg wurde der VfL aufgelöst. Fußballspieler aus Pirna fanden sich zunächst in der Sportgemeinschaft Pirna zusammen, die in der Fußballbezirksstaffel Dresden I 1946/47 den 8. Platz belegte. Mit Einführung des Systems der Betriebssportgemeinschaften ab 1948 wurde die SG unter Trägerschaft der kommunalen Verwaltung in die BSG Einheit Pirna überführt. Im Fußball agierte die BSG im Schatten der Lokalrivalen BSG Chemie und BSG Lok im unterklassigen Bereich des Bezirksfachausschusses Dresden.
Ab 1966 übernahm die wirtschaftlich starke SDAG Wismut die BSG Einheit als Trägerbetrieb, und damit verbesserten sich die ökonomischen Rahmenbedingungen der BSG, die künftig unter der Bezeichnung Wismut Pirna-Copitz antrat. Folge war 1969 zunächst der Aufstieg der 1. Fußballmannschaft in die drittklassige Bezirksliga Dresden und 1971 der Aufstieg in die DDR-Liga. Während die Copitzer in ihrer ersten Zweitligasaison die Klasse noch mit einem siebenten Platz halten konnten, mussten sie nach der Folgesaison 1973 gemeinsam mit der 2. Mannschaft von Wismut Aue wieder absteigen. Anschließend spielte Wismut Pirna-Copitz bis zum Ende des DDR-Fußballbetriebs in der Bezirksliga Dresden und belegte in der letzten Saison 1989/90 Platz 4, der zur Qualifikation für die neu eingerichtete Landesliga Sachsen reichte. Im Zuge der wirtschaftlichen Veränderungen durch die Deutsche Wiedervereinigung wurde die BSG Wismut 1990 wieder in den bürgerlichen Verein VfL Pirna-Copitz 07 umgewandelt. Nach zwei Abstiegen in die Bezirksliga in den Jahren 1992 und 1995 gehörte die 1. Fußballmannschaft des VfL seit 1997 ununterbrochen der Landesliga mit überwiegend einstelligen Tabellenplätzen an, bis sie 2011 wieder in die Bezirksliga abstieg. Im Jahr 2015 gelang nach zuvor drei aufeinanderfolgenden zweiten Plätzen der Wiederaufstieg in die Landesliga Sachsen.

## Statistik
- Teilnahme DDR-Liga: 1971 bis 1973
- Ewige Tabelle der DDR-Liga: Rang 143

## Personen
- Matthias Döschner
- Axel Keller
- Matthias Maucksch
- Rocco Milde
- Frank Paulus
- Tom Stohn
- Andreas Trautmann
- Willy Tröger